# Tatisaurus
Tatisaurus oehleri
Genre
Espèce
Tatisaurus est un genre éteint de dinosaure ornithischien du Jurassique inférieur de la formation inférieure de Lufeng dans la province du Yunnan en Chine. On en sait peu car les vestiges sont fragmentaires. L'espèce type est Tatisaurus oehleri.
Selon Paleobiology Database, Tatisaurus serait un nomen dubium de Thyreophora.

## Découverte et espèces
En 1948 et 1949, le père Edgar Oehler, un prêtre catholique travaillant pour l'Université catholique Fu Jen de Pékin, a découvert des fossiles près du village de Da Di dans le Yunnan. Parmi eux se trouvait l'os de la mâchoire d'un dinosaure herbivore. En 1965, David Jay Simmons l'a nommé et décrit comme l'espèce type Tatisaurus oehleri. Le nom générique est dérivé de Da Di, plus généralement orthographié « Ta Ti ». L'épithète spécifique honore le père Oehler, le découvreur. L'holotype, FMNH CUP 2088, a été trouvé dans les couches de Zhangjiawa de la Formation de Lufeng, datant du Sinémurien. Il se compose d'une mandibule gauche partielle avec des dents. Le fragment d'os de la mâchoire inférieure mesure, sans la pointe, six centimètres de long. Les dents sont érodées. C'est le seul spécimen connu de l'espèce.
Simmons a assigné Tatisaurus aux Hypsilophodontidae, bien que ce groupe ait été considéré par lui comme un grade évolutif d'Ornithopoda "primitif", ancestral de plusieurs groupes d'ornithischiens. Il a estimé que les affinités de Tatisaurus étaient avec Scelidosaurus ou les Ankylosauria. Plus tard, en 1990, le spécimen a été examiné par Dong Zhiming, qui a noté qu'il avait des similitudes avec Huayangosaurus. Il a placé les deux genres dans la même sous-famille, les Huayangosaurinae, au sein des Stegosauria.
Plus tard encore, en 1996, Spencer Lucas a reclassé Tatisaurus oehleri comme une espèce de Scelidosaurus, S. oehleri, afin d'utiliser Scelidosaurus comme taxon caractéristique d'une biozone. En 2007, David B. Norman et ses collègues considéraient cela comme infondé. Ils ont plutôt découvert que Tatisaurus était un thyréophore basal douteux, montrant une seule synapomorphie thyréophore : une extrémité mésiale (proche de la médiale) déviée ventralement du dentaire. S'il était considéré comme un thyréophore, ce serait l'un des plus anciens membres connus du groupe;
En 2019, une étude a conclu que Bienosaurus était un nomen dubium, peut-être identique à Tatisaurus de la même formation.